# Réforme de l'organisation comitale de 1950
La réforme de l'organisation comitale de 1950 (en hongrois : 1950-es megyerendezés) est à l'origine de la structuration politico-administrative actuelle de la Hongrie. Elle répond à une nécessité de réorganisation de l'Etat après la perte de nombreux territoires consécutivement au Traité de Trianon (1920) et à la Seconde Guerre mondiale, ainsi qu'à une volonté de reproduire en Hongrie le modèle soviétique. Elle signe également la fin des comitats féodaux (les megye remplacent les vármegye) et la disparition du statut de ville de droit municipal.
Menée parallèle avec la refonte des districts, il s'agit de la plus importante réforme territoriale de l'histoire du pays, comparable en France avec la création des départements.